# Lingua balinese
La lingua balinese (nativo: Basä Bali) è una lingua maleo-polinesiana tramandato dai Balinese dai Bali Aga parlata in Indonesia, sull'isola di Bali, Nusa Penida, Lombok, Giava e diverse regioni con significative diaspore in Indonesia.

## Distribuzione geografica
Secondo l'edizione 2009 di Ethnologue, nel 2000 sono stati censiti oltre 3 milioni di locutori di balinese in Indonesia, stanziati nelle isole di Bali, Giava, Lombok, Nusa Penida e Sulawesi.

## Sistema di scrittura
Il balinese viene scritto sia con i caratteri balinesi sia con i caratteri latini. L'alfabeto giavanese, utilizzato in passato, è stato abbandonato.

## Alfabeto balinese
I caratteri carakan sono composti da un sistema alfasillabario derivante dall'indiano brahmi. Esistono 47 lettere ognuna rappresentante una sillaba. Il balinese puro è composto da 18 consonanti e 9 vocali. Ogni consonante ha poi una congiunzione chiamata gantungan che annulla la vocale intrinseca della sillaba precedente.